# Ікосіан

Розв'язок гри, показаний червоною лінією, яка проходить через кожну з вершин додекаедра і утворює гамільтонів цикл.

Гра «Ікосіан», або «Навколо світу», або гамільтонова гра — математична гра, яку 1859 року запропонував Вільямом Ровен Гамільтоном.
Мета гри — пройти вершинами додекаедра, переходячи від вершини до сусідньої, відвідавши кожну вершину рівно один раз, і при цьому повернувшись у початок (тобто знайти гамільтонів цикл). Головоломка поширювалася на комерційній основі як дошка з виїмками на місцях вершин графа додекаедра і продавалася в Європі у різних варіантах.
Розв'язати головоломку дозволяє правило Гамільтона, оприлюднене 1857 року на зборах Британської асоціації в Дубліні.
Причиною інтересу Гамільтона до гри було вивчення симетрій ікосаедра, для якого він винайшов ікосіани — алгебричний засіб обчислення симетрій. Розв'язком головоломки є цикл, що містить двадцять (дав.-гр. icosa) ребер (тобто, гамільтонів цикл на додекаедрі).
Подібні ігри можна реалізувати на інших тривимірних многогранниках, графах на площині або різних поверхнях.